# Cksum

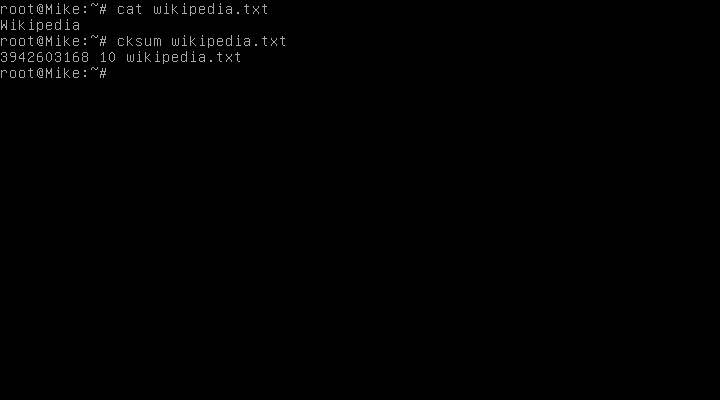
Polecenie cksum w Debian

cksum – polecenie systemu operacyjnego Unix obliczające sumę kontrolną cyklicznego kodu nadmiarowego (CRC). Zwraca sumę kontrolną CRC każdego pliku wraz z jego rozmiarem w bajtach i nazwą. Służy do sprawdzenia, czy plik nie został uszkodzony przy przenoszeniu. Jeżeli wynik cksum jest taki sam jak przed przeniesieniem, jest bardzo prawdopodobne lub pewne, że dane nie zostały uszkodzone.

## Składnia
```
cksum
 
[
PLIK
]
...
cksum
 
[
OPCJA
]

```

## Parametry
--help – wyświetlenie opisu polecenia
--version – wyświetlenie informacji o wersji

## Przykład użycia
```
$ 
cksum
 
wikipedia.txt

3942603168 10 wikipedia.txt

$ 
cksum
 
test.txt

647865101 188 test.txt

```